# Bulacan
Koordinaten: 15° 0′ N, 121° 0′ O
Bulacan, sehr selten auch Bulakan, ist eine philippinische Provinz in der Region Central Luzon auf der Hauptinsel Luzon. Die Hauptstadt der Provinz ist Malolos. In der 2.796,10 km² großen Provinz lebten im Jahre 2015 3.292.071 Menschen. Aufgrund der Nähe zur Hauptstadt Manila spricht die hiesige Bevölkerung hauptsächlich Tagalog. Neben Tagalog sind Kapampangan und Englisch die am häufigsten verwendeten Sprachen.

## Geographie

### Geografische Lage
Bulacan liegt nördlich von Metro Manila und der Provinz Rizal.
Weiter wird es von den Provinzen Pampanga im Westen, Nueva Ecija im Norden, sowie Aurora und Quezon im Osten umgeben. Im Südwesten hat Bulacan über die Bucht von Manila einen Anschluss zum Südchinesischen Meer.
Im Westen und Süden von Bulacan liegt die fruchtbare Ebene von Central Luzon. Durch sie fließen die beiden Flüsse Angat und Pampanga. Die Sierra Madre formen das Hochland im Osten der Provinz, in der auch der Angat-Stausee und das Naturschutzgebiet Angat Watershed Forest Reserve liegt in diesem Gebiet und bildet die größte Wasserressource der Region. Der höchste Punkt von Bulacan ist der Berg Oriod mit 1.170 Metern.
Im Osten der Provinz liegen die Candaba-Flussmarschen, die ein einzigartiges Ökosystem darstellen.

### Klima
Von November bis April ist es gewöhnlich trocken, während es das restliche Jahr nass ist.
Der Monsun von Nordost tritt zwischen Oktober und Januar ein und bringt mittelmäßige Niederschläge mit sich. Durch die Sierra Madre im Osten herrscht, trotz des Passatwinds, zwischen Februar und April immer eine sehr trockene Periode. Von Mai bis September kommt der Monsun von Südwesten, der oft eine große Anzahl an Stürmen oder starke Taifune mit sich bringt. Der heißeste Monat ist der Mai mit einer Durchschnittstemperatur von 29,7 °C. Der Februar mit 18,1 °C der Kälteste.

## Städte und Stadtgemeinden
Bulacan ist unterteilt in 3 Städte und 21 Stadtgemeinden, die sich wiederum in 569 Baranggays aufteilen:
Städte:
- Malolos City
- Meycauayan City
- San Jose del Monte City

Stadtgemeinden:
| - Angat - Balagtas - Baliuag - Bocaue - Bulacan - Bustos - Calumpit - Doña Remedios Trinidad - Guiguinto - Hagonoy - Marilao | - Norzagaray - Obando - Pandi - Paombong - Plaridel - Pulilan - San Ildefonso - San Miguel - San Rafael - Santa Maria |

## Wirtschaft

### Industrie
Immer mehr Industrien entstehen durch die Nähe zu Metro Manila. Viele Unternehmen bauen Fabrikanlagen und Betriebe in Bulacan. An Bedeutung haben die Herstellung von Leder, Feuerwerk, Keramik, Textilien und Schuhen gewonnen.

### Landwirtschaft
In den ländlichen Gebieten ist die Landwirtschaft immer noch die wichtigste Einkommensquelle. Hauptsächlich werden Reis, Mais, Gemüse und Mangos angebaut.

## Geschichte
Über die vorspanische Geschichte ist wenig bekannt, das Gebiet soll zumindest teilweise zum Luzon-Reich gehört haben. Der Name der Provinz stammt von dem Wort „Bulak“, was in Tagalog Baumwolle bedeutet; einst das wichtigste Produkt der Provinz. Die ersten dokumentierten Besiedelungen in Bulacan waren kleine Fischerdörfer an der Bucht von Manila. Nach der spanischen Eroberung im 16. Jahrhundert wurde auch das Landesinnere stärker besiedelt. Die Siedlungen sind heute der Stadtkern von Bulacan, Calumpit (gegründet 1572) und San Rafael (gegründet 1750). 1848 wurde San Miguel an die Provinz angeknüpft, welches zuvor zu Pampanga gehörte.
Bulacan war einer der ersten acht Provinzen, die sich während der Philippinischen Revolution gegen die spanische Herrschaft wehrte. Die erste provisorische Republik der Philippinen wurde im Juli 1897 in den Höhlen von Biak-na-Bato ausgerufen, die Republik von Biak-na-Bato, und die erste Verfassung der Philippinen am 1. November dort verabschiedet. Die Republik wurde jedoch am 15. Dezember 1897 wieder aufgelöst mit der Unterzeichnung des Vertrages von Biak-na-Bato in San Miguel zwischen der philippinischen und der spanischen Partei. Am 12. Juni 1898 begann die zweite Phase, als sich die Philippinen in Kawit für unabhängig erklärten und am 15. September in der Barasoain-Kirche in Malolos City, der Revolutions-Kongress eröffnet wurde. Am 23. Januar 1899 wurde in Malolos die Erste Philippinische Republik konstituiert und Emilio Aguinaldo wurde ihr erster Präsident und Malolos wurde kurzzeitig zur Hauptstadt. Der Congreso Revolucionario (Revolutionsversammlung) tagte in der Malolos-Kathedrale bis zum 29. März 1899 in ihr.
Als die Amerikaner eine Zivilregierung in den Philippinen bildeten, wurde die erste Wahl im Land am 6. Mai 1899 in der Stadtgemeinde Baliuag abgehalten. Außerdem wurden in der Provinz einige bedeutende Filipinos, wie Gregorio del Pilar und Francisco Baltazar, geboren.

## Bildung
In der Provinz befinden sich mehrere Hochschulen und Universitäten. Neben Metro Manila bietet Bulacan das größte Angebot dieser Bildungsstätten an. In Bulacan befinden sich insgesamt drei Universitäten: Baliuag University, Bulacan State University, Polytechnic University of the Philippines und die Centro Escolar University.

## Nationalparks
- Biak-na-Bato National Park

## Persönlichkeiten
- Marcelo H. del Pilar, Nationalist und Herausgeber der propagandistischen Zeitung La Solidaridad.
- Gregorio del Pilar, Neffe von Marcelo del Pilar und General während des philippinisch-amerikanischen Krieges
- Deodato Arellano philippinischer Revolutionär und erster Präsident des Katipunan
- Soc Rodrigo, ehemaliger philippinischer Senator